# 인도네시아 영화
인도네시아 영화(-映畵)는 인도네시아에서 제작되는 영화이다. 다른 국가의 영화처럼 인도네시아의 영화 역시 코미디 영화, 멜로 영화, 공포 영화, 판타지 영화 등 다양한 장르를 포괄하고 있다.

## 역사

### 식민지 시대

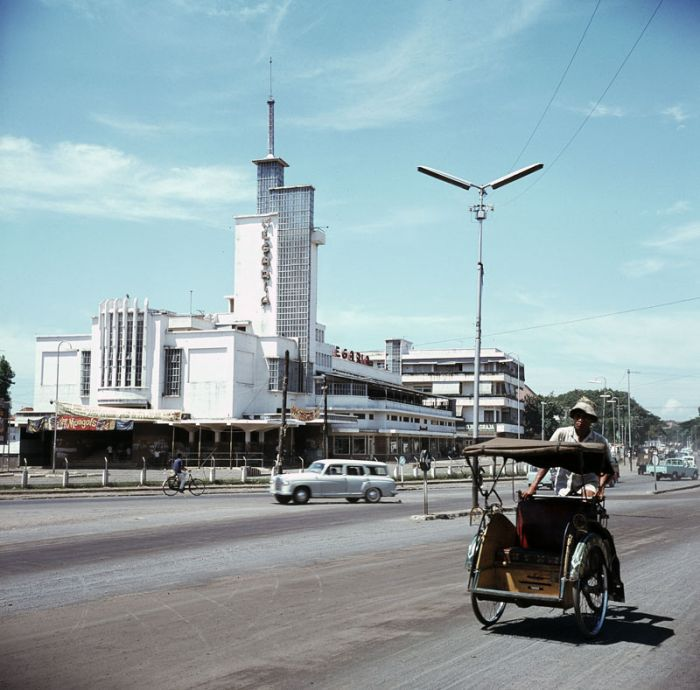
자카르타에 있는 아르 데코 양식의 영화관 메트로폴 XXI(Metropole XXI). 옛 이름은 '메가리아(Megaria)'였다.

처음 인도네시아에서 만들어진 영화는 1926년의 무성 영화 《루퉁 카사룽(Loetoeng Kasaroeng)》이었다. 이 작품은 네덜란드인 G. 크뤼허르(Kruger)와 L. 회벨도르프(Heuveldorp)가 감독을 맡고 반둥의 NV 자와 영화회사에서 현지 배우들을 캐스팅하여 찍은 작품으로, 1926년 12월 31일 반둥의 극장에서 개봉되었다. 그 이래 2200편이 넘는 영화가 생산되었다. 일본 제국의 인도네시아 점령 시기에 영화는 일본 점령의 선전을 목적으로 지원되기도 하였다.

### 독립 후
인도네시아가 독립을 맞은 후 들어선 수카르노 정권은 영화를 민족주의와 반서구 의식을 고취하기 위한 목적으로 사용하였다. 외국 영화의 수입은 금지되었다. 수카르노 정권이 종식된 다음의 수하르토 정권에서는 사회 질서 유지를 목적으로 검열을 실시해 영화 제작이 규제되었다. 이 시기의 주요 감독으로는 1950년대와 1960년대에 활동한(마지막 작품은 1970년작) 초창기 인도네시아 영화의 거장 우스마르 이스마일(Usmar Ismail) 감독이 있다.

### 1980년대
1980년대 들어 《나가 보나르(Naga Bonar)》(1987), 《차타탄 시 보이(Catatan Si Boy)》(1989) 등이 성공을 거두며 인도네시아 영화는 전성기를 맞았다. 아리잘(Arizal)이 감독한 인도네시아의 코미디 그룹 와르콥(Warkop)의 코미디 영화들 역시 성공적이었다. 《핀타르핀타르 보도(Pintar-pintar Bodoh)》(1982)나 《마주 크나 문두르 크나(Maju Kena Mundur Kena)》(1984) 등 10대들에게 인기를 끈 작품들도 있었다. 영화가 성공함에 따라 유명해진 배우들도 많았는데, 대표적으로 데디 미즈와르(Deddy Mizwar), 에바 아르나즈(Eva Arnaz), 리댜 칸다우(Lidya Kandou), 온키 알레산드르(Onky Alexander), 므리암 벨리나(Meriam Bellina), 라노 카르노(Rano Karno), 파라미타 루사디(Paramitha Rusady) 등을 꼽을 수 있다.

### 1990년대
1990년대에 다시 외국 영화의 수입이 재개되면서 인도네시아 영화의 전성기는 끝나게 된다. 이 시대의 인도네시아 영화는 미국과 홍콩 등지에서 들어오는 외국 영화와 경쟁해야 했고, 때문에 작품의 심미성이 떨어지고 생산량 역시 줄어들게 되었다. 단적인 예로, 1990년에 만들어진 영화는 115편이었으나 1993년에는 37편으로 줄었다. 모조의 만연과 텔레비전의 보급 역시 영화의 질적 저하에 일조했다. 한편 텔레비전 연속극(sinetron)은 기층의 영화 산업을 압도하며 성장해 나갔고, 람 푼자비(Raam Punjabi)의 멀티비전 플러스(Multivision Plus) 등 텔레비전 연속극 제작사는 호황을 맞았다. 이 시기 생산된 영화는 B급 성인 영화가 주를 이루었다. 1996년 33편의 영화가 제작되었는데 대다수는 성적이거나 폭력적인 내용으로 채워져 있었으며, 그마저도 하락세를 거듭하여 1999년이 되면 인도네시아 국내에서 단 7편의 영화만이 생산되는 지경에 이르렀다.

### 2000년대
수하르토 시대의 종언과 레포르마시 운동 하에서, 독립 영화의 제작이 활발해지면서 인도네시아 영화 산업은 차츰 부활하게 된다. 이제 영화는 검열로 표현이 제한되었던 종교, 민족 문제, 사랑 등의 주제를 자유롭게 다룰 수 있게 되었던 것이다. 2000년과 2001년의 영화 제작 편수는 각각 단 6편씩에 불과했으나, 2002년 10편으로 다시 증가했고, 해를 거듭함에 따라 영화 제작이 다시 증가하며 영화 산업은 활기를 서서히 되찾기 시작하였다.
2000년대 전반의 주목할 만한 영화는 루디 수자르워(Rudi Soedjarwo) 감독의 《아다 아파 등안 친타?(Ada Apa dengan Cinta?)》(2002년), 리리 리자(Riri Riza) 감독의 《엘리아나, 엘리아나(Eliana, Eliana)》(2002년), 토라 수디로(Tora Sudiro) 감독의 《아리산!(Arisan!)》(2003년) 등이 있고, 이 시기 인도네시아에서 처음으로 애니메이션도 제작되기 시작하였다. 수카르노와 수하르토의 독재에 저항한 운동가 수혹기(Soe Hok Gie, 蘇福義)의 전기를 다룬 《기(Gie)》(2005년)라는 영화(리리 리자 감독)도 나왔다.
2000년대 후반에는 다양하고 새로운 시도가 이루어지기 시작했다. 하눙 브라만툐(Hanung Bramantyo) 감독의 《아얏아얏 친타(Ayat-Ayat Cinta)》(2008년)는 동명의 소설에 기반한 영화로서, 영화 자체에서 새로운 요소는 별로 없었으나 이슬람과 현대적인 로맨스를 적절히 융합하여 처음으로 무슬림들에게 어필한 멜로 영화가 되었다. 2009년 인피넛 프레임워크스(Infinite FrameWorks)는 호민퐁의 소설 《새벽의 노래(Sing to the Dawn)》를 원작으로 한 최초의 장편 3D 애니메이션 《므라이 밈피(Meraih Mimpi)》를 내놓기도 하였다.

### 2010년대
2010년-2011년, 외국 영화 수입 과세가 강화되면서 영화관에서 상영되는 외국 영화가 상당히 줄었고, 이러한 조치는 국가 경제에 상당한 파급 효과를 가져왔다. 영화관에서 볼 수 없는 영화가 늘어남에 따라 해적판 DVD 수요가 증가할 것으로 추정되고 있다.
2011년 현재 인도네시아 영화 시장은 아직 그리 수준이 높지 않은 것으로 평가되고 있으며, 영화 제작 시 사샤 그레이, 오자와 마리아, 아오이 소라 등의 포르노 스타들이 배우로 참여하기도 한다. 인도네시아 국내에서 만들어지는 영화들은 대부분 저예산 공포 영화이며, 전반적으로 그리 성공적이지 못하여 속편을 내는 영화도 별로 없는 실정이다.

## 영화제
인도네시아의 영화제 중 유명한 것으로는 1998년 이래 매년 12월에 열리는 자카르타 국제 영화제(Jakarta International Film Festival, JiFFest)가 있다. 또, 1955년 이래 간헐적으로 열리다 1973년부터 1992년까지는 매년 열렸고, 잠시 중단되었다가 다시 2004년에 부활한 인도네시아 영화제(인도네시아어: Festival Film Indonesia, FFI)도 주목할 만하다.

## 주요 영화 목록
- Loetoeng Kasaroeng (1926년)
- Harimau Tjampa (1953년)
- Badai Pasti Berlalu (1977년)
- Naga Bonar (1987년)
- Kejarlah Daku Kau Kutangkap (1987년)
- Tjoet Nja' Dhien (1989년)
- Petualangan Sherina (2001년)
- Jelangkung (2001년)
- Pasir Berbisik (2001년)
- Ada Apa Dengan Cinta? (2001년)
- Eliana, Eliana (2002년)
- Arisan! (2003년)
- Belahan Jiwa (2005년)
- Janji Joni (2005년)
- Gie (2005년)
- Denias, Senandung di Atas Awan (2006년)
- Jomblo (2006년)
- Berbagi Suami (2006년)
- Opera Jawa (2006년)
- Nagabonar Jadi 2 (Naga Bonar 2) (2007년)
- Kala (2007년)
- The Photograph (2007년)
- Love is Cinta (2007년)
- Ayat-Ayat Cinta (2008년)
- Laskar Pelangi (2008년)
- Pintu Terlarang (2009년)
- Merantau (2009년)
- Sang Pemimpi (2009년)
- Garuda di Dadaku (2009년)
- Rumah Dara (2010년)
- The Raid (2011년)
- The Raid 2: Berandal (2014년)

## 참고 문헌
- A to Z about Indonesian Film, Ekky Imanjaya (Bandung: Mizan, 2006).
- Katalog Film Indonesia 1926-2005, JB Kristanto (Jakarta: Nalar, 2006). ISBN 978-979-99395-3-1